# Давід Шнегг
Давід Шнегг (нім. David Schnegg, нар. 29 вересня 1998, Мільс-бай-Імст) — австрійський футболіст, захисник клубу «Штурм» (Грац).
Виступав, зокрема, за клуби ЛАСК (Лінц) та «Венеція», а також молодіжну збірну Австрії.

## Клубна кар'єра
Розпочав займатися футболом у клубі «Шенвайс/Мілс». З 2009 по 2010 рік він недовго грав за «Цамс», а потім повернувся до «Шенвайс/Мілс». З 2014 року став виступати за першу команду, з якої в сезоні 2014/15 отримав підвищення, завдяки чому дебютував у Тирольській лізі в серпні 2015 року, коли вийшов у стартовому складі в грі проти «Кундля» в першому турі. Однак за підсумками сезону клуб знову вилетів з Тирольської ліги.

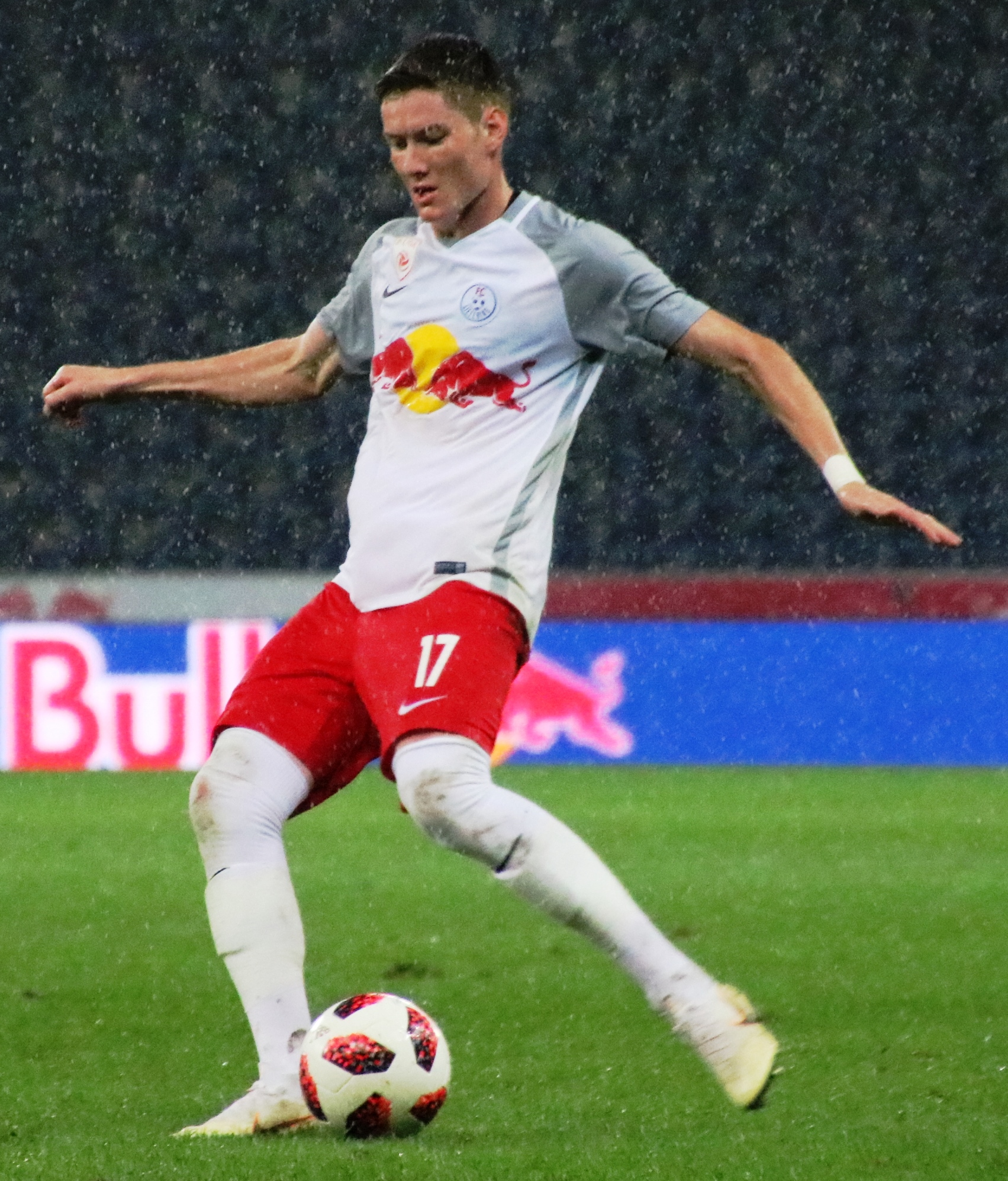
Давід Шнегг під час виступів за «Ліферінг». 2018 рік.

У січні 2017 року Шнегг перейшов у «Імст» із четвертого дивізіону, де провів один рік, а на початку 2018 року став гравцем «Ваттенса», з яким того року взяв участь у 15 матчах Першої ліги, дебютувавши таким чином на професіональному рівні.
У сезоні 2018/19 виступав за команду другого дивізіону «Ліферінг», відігравши за команду із Зальцбурга наступний сезон своєї ігрової кар'єри, і провів за цей час у чемпіонаті 16 матчів, забивши один гол.
У червні 2019 року Шнегг уклав контракт із клубом вищого дивізіону ЛАСК (Лінц). У серпні 2019 року він дебютував у Бундеслізі, коли вийшов у стартовому складі на матч проти клубу «Адміра Ваккер Медлінг», але закріпитись у новій команді не зумів, через що у сезоні 2019/20 він провів лише два матчі в Бундеслізі за ЛАСК і 14 матчів у другому дивізіоні за фарм-клуб «Юніорс». У результаті на сезон 2020/21 він повернувся на правах оренди до клубу «Ваттенс», який тепер мав назву «Тироль», де провів 29 матчів у Бундеслізі і забив два голи.
11 червня 2021 року Давид перейшов до італійської «Венеції» і вже 15 серпня дебютував за команду під час матчу Кубка Італії проти «Фрозіноне», виграного по пенальті. У Серії А він дебютував через 12 днів, зігравши в домашній грі проти «Удінезе» (0:3). Однак він не зміг закріпитись у «Венеції», зігравши лише чотири матчі в Серії А, тому в січні 2022 року його віддали в оренду клубу другого дивізіону Італії «Кротоне». За цю команду він провів 15 матчів у Серії B до закінчення сезону.
15 червня 2022 року Шнегг повернувся на батьківщину, підписавши чотирирічний контракт із «Штурмом» (Грац).

## Виступи за збірну
У 2020 році його залучали до складу молодіжної збірної Австрії. На молодіжному рівні зіграв у 4 офіційних матчах.

## Статистика виступів
Статистику оновлено на 9 липня 2022 року.

### Статистика клубних виступів
| Сезон                          | Команда                        | Чемпіонат                      | Чемпіонат | Чемпіонат | Національний кубок | Національний кубок | Національний кубок | Континентальні кубки | Континентальні кубки | Континентальні кубки | Інші змагання | Інші змагання | Інші змагання | Усього | Усього | Усього |
| Сезон                          | Команда                        | Ліга                           | Ігор      | Голів     | Ліга               | Ігор               | Голів              | Ліга                 | Ігор                 | Голів                | Ліга          | Ігор          | Голів         | Ігор   | Голів  |        |
| ------------------------------ | ------------------------------ | ------------------------------ | --------- | --------- | ------------------ | ------------------ | ------------------ | -------------------- | -------------------- | -------------------- | ------------- | ------------- | ------------- | ------ | ------ | ------ |
| січ.-черв. 2018                | «Ваттенс»                      | 1Л (ІІ)                        | 15        | 2         | КА                 | 0                  | 0                  |                      | -                    | -                    |               | -             | -             | 15     | 2      |        |
| 2018–19                        | «Ліферінг»                     | 2Л (ІІ)                        | 16        | 1         | КА                 | 0                  | 0                  |                      | -                    | -                    |               | -             | -             | 16     | 1      |        |
| 2019–20                        | «Юніорс»                       | 2Л (ІІ)                        | 14        | 1         | КА                 | 0                  | 0                  |                      | -                    | -                    |               | -             | -             | 14     | 1      |        |
| 2019–20                        | ЛАСК (Лінц)                    | БЛ                             | 2         | 0         | КА                 | 1                  | 0                  | ЛЄ                   | 0                    | 0                    |               | -             | -             | 3      | 0      |        |
| 2020–21                        | «Тироль»                       | БЛ                             | 29        | 2         | КА                 | 2                  | 0                  |                      | -                    | -                    |               | -             | -             | 31     | 2      |        |
| Усього за «Ваттенс» / «Тироль» | Усього за «Ваттенс» / «Тироль» | Усього за «Ваттенс» / «Тироль» | 44        | 4         |                    | 2                  | 0                  |                      | -                    | -                    |               | -             | -             | 46     | 0      |        |
| 2021-січ. 2022                 | «Венеція»                      | A                              | 4         | 0         | КІ                 | 3                  | 0                  | -                    | -                    | -                    | -             | -             | -             | 7      | 0      |        |
| січ.-черв. 2022                | «Кротоне»                      | B (ІІ)                         | 15        | 1         | КІ                 | 0                  | 0                  | -                    | -                    | -                    | -             | -             | -             | 15     | 1      |        |
| 2022–23                        | «Штурм» (Грац)                 | БЛ                             | 0         | 0         | КА                 | 0                  | 0                  | ЛЧ                   | 0                    | 0                    | -             | -             | -             | 0      | 0      |        |
| Усього за кар'єру              | Усього за кар'єру              | Усього за кар'єру              | 95        | 7         |                    | 6                  | 0                  |                      | 0                    | 0                    |               | -             | -             | 101    | 7      |        |

## Титули і досягнення
- Володар Кубка Австрії (2):

«Штурм»: 2022-23, 2023-24
- Чемпіон Австрії (1):

«Штурм»: 2023-24